# 이정희 (가수)
이정희(1961년 2월 8일~)는 대한민국의 가수로, 1979년 동양방송(TBC)에서 개최했던 〈대학가요경연대회〉에서, 《그대생각》으로 대상에 입상함을 계기로써 음악 분야(가요계)에 데뷔했다.

## 생애
- 1979년 동양방송(TBC)에서 개최했던 〈대학가요경연대회〉에서, 《그대생각》으로 대상에 입상한 뒤 가요계에 데뷔했다.
- 같은 해 데뷔 앨범에서는 《그대생각》, 《바야야》가 크게 히트했다.

### 전성기 활동
- 이듬해인 1980년 2집/그대여를 발표하였는데 그녀의 최대 히트곡인 <그대여>가 수록되었다.
- 2집 활동을 통해 국내 최고 인기 가수의 위치에 오르게된다.
- 2집에는 타이틀곡 <그대여> 외에도 이문세가 리바이벌하여 더 알려진 <나는 행복한 사람>를 비롯하여 <슬픔속의 사랑>, <그 얼굴>, <서있는 여자>등이 연속 히트를 기록하였다.
- 2집의 여세를 몰아 1981년 연이어 3집/어젯밤일기를 발표하여 타이틀곡 <어젯밤일기>가 히트하였다.
- 1982년에는 4집/왜나는/비내리는 밤엔/가위 바위 보를 발표하였으며, 이 앨범은 당시로서는 유례를 찾을 수 없이 전 곡이 완성도가 뛰어난 탄탄한 신곡들로 채워진 역작이라 할 수 있었다.
- 이 앨범에서 <가위,바위,보> (동명의 라디오 프로그램의 시그널음악으로 사용되어 널리 알려짐), <왜 나는>, <나의 꿈>등이 좋은 반응을 얻었지만 1, 2집에 비해 오히려 그 열기가 높지는 못했다.

### 은퇴 그리고 복귀
- 1983년 마지막 5집/화요일/젖은눈(1986년 미스코리아 출신 가수 김성희씨가 리메이크하여 좋은 반응을 얻었던 곡)/을 내놓는 것을 마지막으로 가요계에서 은퇴하여 결혼후 1988년 결혼 후 도미하였다.
- 5집은 전작들과 달리 뚜렷한 히트곡이 기록되지 않았다.
- 1984년 미국에 거주하며 디자이너로 활동하였다고 한다.
- 이후 2015년 2월 8일 KBS 콘서트 7080을 통해 무려 29년 만에 가수로 복귀 하였다.
- 2016년 2월 1일부터 CBS 음악FM 행복한 동행을 진행하고 있다.

## 학력
- 리라초등학교 (졸업)
- 숙명여자중학교 (졸업)
- 한양여자고등학교 (졸업)
- 한양대학교 무용학과 한국무용전공 (졸업)

## 대표곡
그대생각/바야야/그대여/어젯밤 일기/가위 바위 보/왜나는

## 수상
- 1981년 연말 KBS방송음악대상 가요부문 여자가수상

| KBS 가요대상 《대상》 |                       |                |
| 1980년                | 1981년 조용필, 이정희 | 1982년         |
|                       | 1981년 조용필, 이정희 | 조용필, 윤시내 |
|                       |                       |                |
|                       | 그대여                |                |